# Indagine sui sentimenti
Indagine sui sentimenti è una miniserie televisiva del 1984 diretta da Claudio Sestieri.
Questa miniserie-inchiesta, trasmessa in quattro puntate di un'ora ciascuna, segnò il ritorno in televisione, poco prima della morte di Ubaldo Lay, del tenente Sheridan, ora in pensione e diventato detective privato. Lay tornò a vestire i panni di Sheridan a dodici anni dall'ultima miniserie televisiva La donna di picche (1972); fu l'ultima apparizione per il personaggio creato da Mario Casacci e Alberto Ciambricco nella trasmissione Giallo club - Invito al poliziesco (1959).

## Trama
Ezechiele Sheridan, tenente oramai in pensione, si è ritirato a svolgere attività di detective privato da alcuni anni. Dopo aver raccontato come è sopravvissuto al colpo di pistola sparatogli alla fine dell'inchiesta La donna di picche del 1972, viene chiamato da una rete televisiva a svolgere una delicata indagine sui sentimenti e sui rapporti umani per preparare un programma televisivo. Sheridan, dopo una riluttanza iniziale accetta, e nel corso della miniserie si reca a "interrogare" varie persone, più o meno note: passa da scienziati e scrittori, incontra Ruggero Orlando, sino ad arrivare anche a Cinecittà per capire il funzionamento dei sentimenti umani, incontrando un giovane Sergio Castellitto protagonista di una simpatica scena romantica.

## Produzione
La canzone Uomo solo, cantata da Nini Rosso, era già stata la sigla sia della serie Sheridan, squadra omicidi (1967) che della miniserie La donna di quadri (1968).
Nel 2001, in occasione di un nuovo passaggio televisivo su Rai 3, la miniserie venne rieditata come film per la televisione di 90 minuti, restaurata, digitalizzata e completamente rimontata dal suo autore Caludio Sestieri, con la collaborazione di Claudio Di Mauro.